# Qui est « in » qui est « out »
Singles de Serge Gainsbourg
Joanna
(1965) Vidocq
(1966)
Qui est « in » qui est « out » est une chanson écrite, composée et interprétée par Serge Gainsbourg. Paru en single début 1966, elle intègre l'album Initials B.B. en 1968.

## Enregistrement et sortie
Enregistrée en 1965 à Londres, où Gainsbourg n'avait plus mis les pieds depuis deux ans, Qui est « in » qui est « out » bénéficie du travail du producteur et arrangeur Arthur Greenslade (en) et de son groupe de séance pour un « tempo frénétique, un orgue mod, des guitares cisaillantes à souhait ».
Sorti en single 45 tours quatre titres un mois après son enregistrement, la chanson permet à Gainsbourg, avec Docteur Jekyll et Monsieur Hyde (face B du 45 tours), de se retrouver pour la première fois au classement des radios périphériques.

## Classement hebdomadaire
| Classement (1966)                       | Meilleure place |
| --------------------------------------- | --------------- |
| Belgique (Wallonie Ultratop 50 Singles) | 47              |

## Reprises
Qui est « in » qui est « out » est reprise en concert dans l'album Le Zénith de Gainsbourg sorti en 1989.
Elle est reprise par Laurent Voulzy dans son album Le Cœur grenadine, sorti en 1979.